# 北里駅
北里駅（きたざとえき）は、かつて熊本県阿蘇郡小国町大字北里に存在した、日本国有鉄道（国鉄）宮原線の駅（廃駅）である。宮原線の廃止に伴い、1984年（昭和59年）12月1日に廃駅となった。

## 歴史
- 1954年（昭和29年）3月15日：宮原線の宝泉寺駅 - 肥後小国駅間の延伸開業により設置[1]。一般駅[1]。
- 1961年（昭和36年）12月10日：貨物、荷物の取り扱いを廃止[1]。無人駅化。
- 1984年（昭和59年）12月1日：宮原線の全線廃止に伴い、廃駅となる[1]。

## 駅構造
廃止時点で、1面1線の単式ホームを持つ無人駅であった。

## 遺構
現在、当駅の跡地は営業時を偲べる形で整備され、公園及び農産物直販所となっている。また、プラットホームが残る。当時は地上より高い場所にホームがあり、入口からトンネル潜り階段を上ったところにホームがあった。現在も、ホームへのトンネル・階段が残っている。

## その他
- 当駅付近一帯は、医学博士の北里柴三郎の出身地として知られている。

## 隣の駅
日本国有鉄道
宮原線
麻生釣駅 - 北里駅 - 肥後小国駅